# Roger Bertrand (Politiker)
Roger Bertrand (* 26. Juli 1947 in Donnacona, Québec) ist ein kanadischer Politiker der Parti Québécois, der zeitweise Minister sowie von 1994 bis 1996 Präsident der Nationalversammlung von Québec war.

## Leben
Roger Bertrand, Sohn von Georges Bertrand und dessen Ehefrau Françoise Roy, begann nach Schulbesuch ein Studium der Kunstwissenschaften an der Universität Laval, welches er 1968 mit einem Baccalauréat ès arts beendete. Daraufhin war er von 1971 bis 1973 wissenschaftlicher Mitarbeiter am Labor für Ökonometrie der Universität Laval. Ein gleichzeitiges Studium der Sozialwissenschaften mit den Schwerpunkten Wirtschaftswissenschaften und Ökonometrie schloss er 1973 mit einem Maîtrise en économétrie ab. Im Anschluss arbeitete er zwischen 1973 und 1978 als Wirtschaftswissenschaftler und Leiter der Abteilung für Sonderstudien der Statistikbehörde von Québec und war in der Zeit 1977 Praktikant in angewandter Makroökonomie an der Universität Paris X, der heutigen Universität Paris-Nanterre. Nachdem er 1978 Verantwortlicher für Studien zur Nutzung von Glücksspielen bei „Loto-Québec“ war, fungierte er von 1979 bis 1980 als Direktor für Planung und Entwicklung dieser Lotteriegesellschaft sowie zwischen 1980 und 1984 als Direktor für Sozialprogramme und Gesundheitsprogramme im Sekretariat des Finanzministeriums. 1984 kehrte er als Vizepräsident für neue Märkte zu „Loto-Québec“ zurück und war danach zwischen 1985 und 1987 stellvertretender Vorsitzender der nach Jean Rochon benannten Untersuchungskommission für Gesundheits- und Sozialdienste.
Im Anschluss fungierte Betrand von 1988 bis 1993 als Generaldirektor für Gesundheit und soziale Dienstleistungen im Finanzministerium und war außerdem Berater bei der Überprüfung des Gesundheitssystems in den Provinzen Nova Scotia, Manitoba und Saskatchewan. Darüber hinaus gehörte er zwischen 1990 und dem 1993 als Mitglied der Verwaltungskommission der Universität Laval an sowie 1992 Vizepräsident für Programme der Sektion Québec des kanadischen Institut für öffentliche Verwaltung und außerdem von 1992 bis 1993 Vizepräsident der Konferenz der Regionalausschüsse für Gesundheits- und Sozialdienste von Quebec und Koordinator der Generaldirektoren der Regionalvorstände.
Nach dem Mandatsverzicht des bisherigen Wahlkreisinhabers Michel Pagé von der Parti libéral du Québec am 16. November 1992 wurde Roger Bertrand bei der notwendigen Nachwahl am 5. Juli 1993 für die Parti Québécois im Wahlkreis „Portneuf“ erstmals zum Mitglied der Nationalversammlung gewählt und gehörte dieser nach seinen Wiederwahlen am 12. September 1994 und 30. November 1998 bis zu seiner Niederlage gegen den Kandidaten der Liberalen Partei Jean-Pierre Soucy bei der Wahl am 14. April 2003 an.
Zu Beginn der 35. Legislaturperiode wurde Bertrand am 29. November 1994 als Nachfolger von Jean-Pierre Saintonge von der Parti libéral Präsident der Nationalversammlung und bekleidete dieses Amt bis zum bis 29. Januar 1996, woraufhin sein Parteifreund Jean-Pierre Charbonneau am 12. März 1996 neuer Parlamentspräsident wurde.
Im Kabinett von Premierminister Lucien Bouchard übernahm Roger Bertrand zwischen dem 29. Januar 1996 und dem 25. August 1997 zunächst das Amt des Finanzministers und daraufhin vom 25. August 1997 bis 23. September 1998 als Beigeordneter Minister für Industrie und Handel. Nachdem er zwischen dem 4. März 1999 und dem 30. Januar 2002 Vorsitzender des Ausschusses für Institutionen war, übernahm er vom 30. Januar 2002 bis zum 29. April 2003 den Posten als Beigeordneter Minister für Gesundheit, soziale Dienste, Jugendschutz und Prävention im Kabinett von Premierminister Bernard Landry.
Nach seinem Ausscheiden aus Regierung und Parlament engagierte sich Bertrand in mehreren sozialen und wirtschaftlichen Organisationen und war unter anderem 2004 Mitbegründer und Präsident der Gruppe für Gesundheitsunternehmen, Sekretär des Sportrates von Montreal Sund Mitglied des Vorstands der Allianz zur Förderung der Gesundheit.

## Ehrungen und Auszeichnungen
Roder Bertrand wurde am 10. Juli 1995 mit dem Großkreuz des Ordre de la Pléiade der Parlamentarischen Versammlung der Frankophonie ausgezeichnet und erhielt am 13. Mai 2014 die Ehrenmedaille der Nationalversammlung.